# DFKI

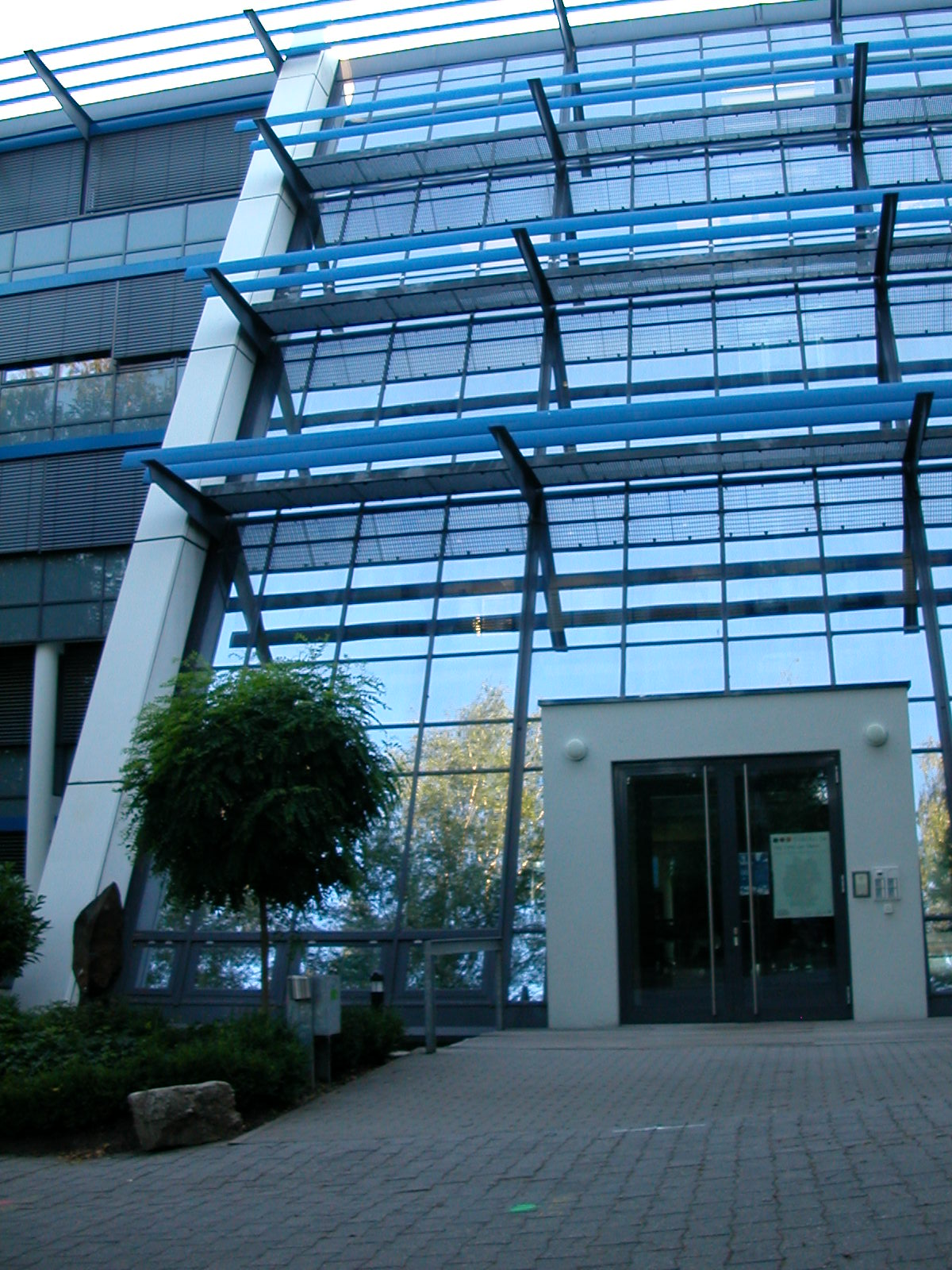
Будівця DFKI в Саарбрюкені.

Німецький дослідний центр зі штучного інтелекту (нім. Deutsches Forschungszentrum für Künstliche Intelligenz, DFKI) — це один з найбільших некомерційних дослідних інститутів в галузі інноваційних технологій програмного забезпечення на основі штучного інтелекту.
DFKI був заснований у 1988 році. Сьогодні його філії знаходяться в Кайзерслаутерні, Саарбрюкені, Бремені та Берліні.
Фінансується частково урядовими організаціями Німеччини, частково великими компаніями. Серед акціонерів DFKI Microsoft, SAP, BMW, Daimler та інші.
DFKI проводить дослідження практично у всіх галузях сучасного ШІ, в тому числі розпізнавання зображень і образів, управління знаннями, інтелектуальної візуалізації та моделювання, дедукції й багатоантенних систем, мовних технологій, інтелектуальних користувацьких інтерфейсів і робототехніки.
На сьогодні в DFKI розташовується понад 116 поточних проєктів та науково-дослідний центр.
Чинні директори DFKI — професор Вольфган Вальстер (CEO) і доктор Вальтер Олтхофф (CFO).